# Hrvatski košarkaški klub Zrinjski Mostar
Il H.K.K. Zrinjski Mostar è una società cestistica avente sede a Mostar, in Bosnia ed Erzegovina. Fondata nel 1992, gioca nel campionato bosniaco.

## Palmarès
- Campionato bosniaco: 1

2017-18